# DRG Baureihe 05
De Baureihe 05 is een serie van 3 verschillende sneltrein locomotieven die gebouwd zijn voor de Deutsche Reichsbahn Gesellschaft (DRG).

## Geschiedenis
Op 21 juni 1931 bereikte een experimenteel motorrijtuig aangedreven door een propeller, de Schienenzeppelin, tussen Hamburg-Bergedorf en Lehrter Bahnhof in Berlijn een wereldsnelheidrecord voor railvoertuigen van 230.2 km/h.
Dit gaf een impuls voor de ontwikkeling van snelle stoomlocomotieven die FD-Züge - speciale sneltreinen tussen de grote steden - moest gaan rijden. De DRG besloot in 1932 tot de bouw van een snelle gestroomlijnde stoomlocomotief met de asindeling 2'C2' en een keteldruk van 20 bar die op een vlak baanvak een trein van 250 ton met een snelheid van ten minste 150 en indien nodig met 175 km/uur kon vervoeren.

## Levering en constructie
De firma Borsig leverde in 1935 twee locomotieven met de nummers 05 001 en 05 002. De 05 003 werd naar een ontwerp van Adolf Wolff eveneens door Borsig gebouwd volgens een totaal andere bouwwijze. Het machinistenhuis bevond zich vooraan, terwijl de traditionele voorkant met rookkast, schoorsteen en cilinders zich aan de tenderzijde bevonden. De machinist had dus een vrije uitkijk over de baan. In Amerika kwam dit meer voor en werd daar cab forward genoemd. Deze loc werd gestookt met poederkolen in plaats van de gebruikelijke steenkolen, door de grote afstand tussen vuurkist en tender werd de brandstof door een stoomturbine aangedreven persleiding aangevoerd. De locs hadden een barframe waar de zeer grote drijfwielen met een diameter van 2300 mm vast in waren gelagerd en waren voorzien van een tender van het type T 37 met een asindeling van 2'3. De stroomlijning omvatte zowel loc en tender, voor onderhoud van de bewegende delen was deze voorzien van rolluiken. De locs 001 en 002 waren voorzien van hooggeplaatste windleiplaten en alle drie de locs waren getooid in een opvallend rode kleur. Tijdens de Olympische Spelen van 1936 werd de 05 001 tijdelijk voorzien van het Olympisch logo. Bij het uitbreken van de WO II in 1939 verdwenen de FD-Züge.
Al in 1944 werd het grootste deel van de stroomlijnbeplating verwijderd en loc 05 003 werd teruggebouwd naar een "normale" kolengestookte stoomloc met het machinistenhuis aan de tenderzijde omdat het stoken met poederkolen niet het gewenste effect had.

## Wel of geen wereldsnelheidsrecord?
Op 11 mei 1936 bereikte loc 05 002 tussen Hamburg en Berlijn en wel precies tussen Friesack und Vietznitz met een trein van 197 ton bestaande uit drie personenwagons en een meetwagon een snelheid van 200,4 km/uur. De loc leverde daarbij voor een korte tijd een arbeidsvermogen van meer dan 3400 PKi.
De Britse stoomloc LNER class A4 Mallard reed op 3 juli met een trein tussen Little Bytham and Essendine een snelheid van 202.58 km/uur, de trein reed echter wel van een flauwe helling af, dus dat wereldsnelheidsrecord is omstreden. Bovendien hebben Amerikaanse stoomlocs van de serie Class E7s van de Pennsylvania Railroad onofficieel 204,5 km/uur gehaald.

## Naoorlogse periode
Na de Tweede Wereldoorlog werden de drie locs door Krauss-Maffei omgebouwd tot normale stoomlocs, de laatste restanten van de bekleding werden verwijderd en de stoomdruk verlaagd naar de gebruikelijke 16 bar, waardoor ook het vermogen daalde. De locs werden vooral ingezet voor het vervoer van snelle sneltreinen tussen Hamburg - Keulen - Frankfurt met een snelheid van 140 km/uur. Met de levering van de dieselhydraulische locomotieven van de serie V200.0 was het met de serie in 1958 afgelopen. Loc 05.001 kreeg weer zijn stroomlijnbekleding en rode kleur terug en werd overgedragen aan het Verkeersmuseum te Neurenberg.

### Nummers
- 05 001:
- 05 002:
- 05 003:

## Foto's

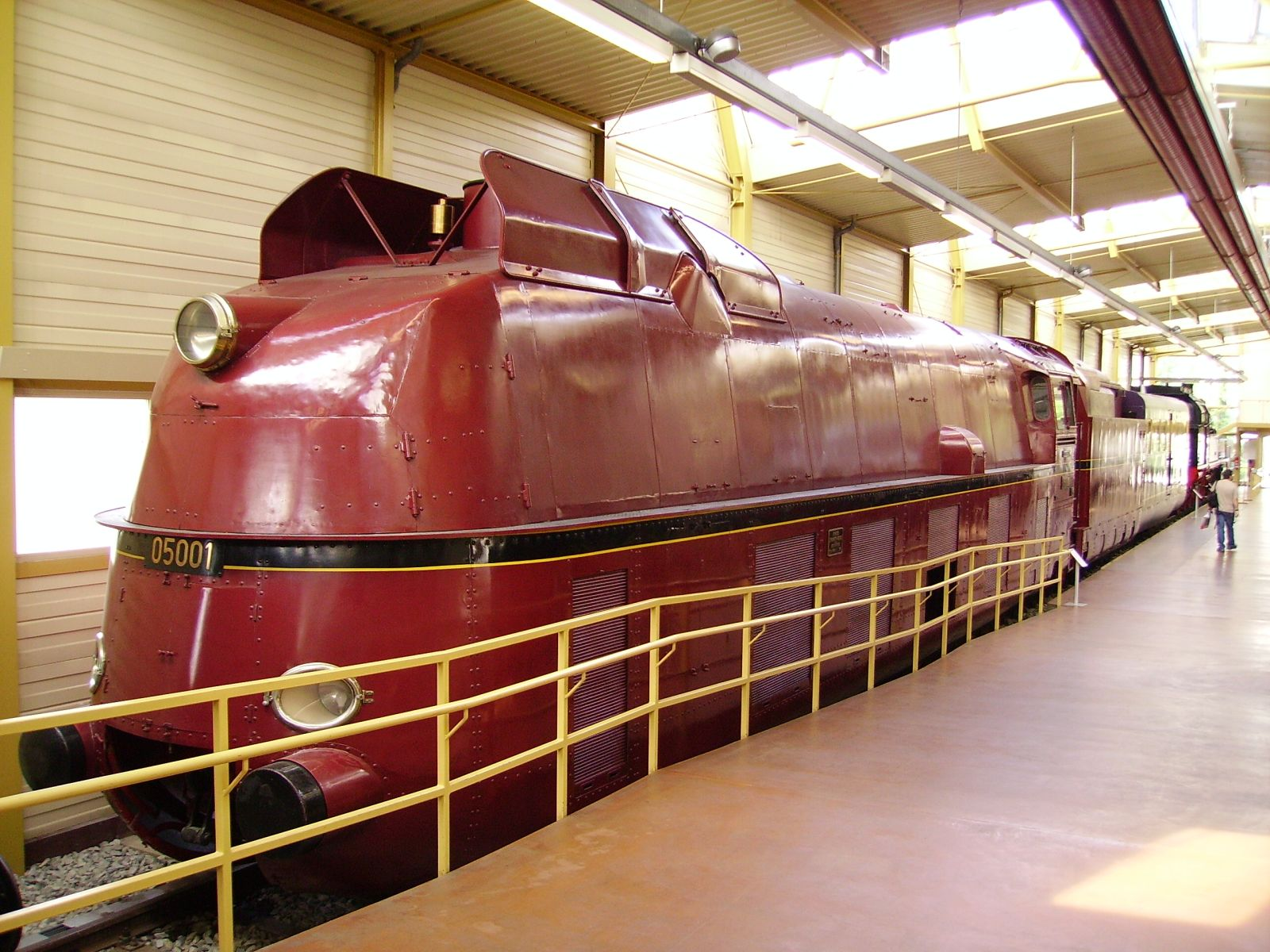
05 001 op 4 augustus 2006 te DB Museum in Neurenberg.

In dit overzicht staan eveneens treinen van de Deutsche Bundesbahn (DB) en van de Deutsche Reichsbahn (DR)